# كين كانيكو
كين كانيكو (بالكانا:かねこ けん) هو فنان قتال مختلط وممثل ياباني، ولد في 19 أكتوبر 1976 بشينجوكو في اليابان.

## وصلات خارجية
- كين كانيكو على موقع شيردوغ (الإنجليزية)

- كين كانيكو على موقع IMDb (الإنجليزية)
- كين كانيكو على موقع قاعدة بيانات الفيلم (الإنجليزية)